# 도카이 라디오 방송
도카이 라디오 방송(일본어: 東海ラジオ放送)은 1960년 4월 1일 주쿄광역권을 방송구역으로 하는 중파라디오 방송국으로 개국했다.
라디오 네트워크 NRN에 가맹했으며 약칭은 콜사인 끝에서 따온 SF, 콜사인은 JOSF이다.

## 연혁
- 1953년 10월 15일 - 주식회사 라디오 미에(RMC) 설립.
- 1954년 11월 18일 - 기후방송 주식회사(GHK) 설립.(현재 존재하는 주식회사 기후방송과는 관계없다.)
- 1956년 10월 1일 - 기후방송 주식회사가 상호를 주식회사 라디오 도카이(RTC)로 변경.
- 1956년 12월 10일 - 주식회사 라디오미에가 상호를 긴키 도카이 방송 주식회사(KTB)로 변경한다.
- 1958년 2월 1일 - 긴키 토카이 방송 주식회사와 주식회사 라디오 도카이가 합작해 신 도카이 TV 방송 주식회사(현 도카이 TV)를 설립.
- 1959년 11월 20일 - 긴키 토카이 방송 주식회사 및 주식회사 라디오 도카이가 합병해, 도카이 라디오방송 주식회사된다.(긴키 토카이 방송은 도카이 라디오 미에 지사, 라디오 도카이는 도카이 라디오 기후 지사가 되면서 독자적인 방송을 계속한다.)
- 1960년 4월 1일 - 일본 42번째 중파 라디오 방송국으로 개국.(현재의 콜사인 JOSF를 이날 처음으로 사용하면서 도카이 3현에서 방송 개시. 이 날을 마지막으로 옛 긴키 도카이 방송 콜사인JOXR과 옛 라디오 도카이의 콜사인JOOF를 폐기하는 동시에 각 지사에서 실시하던 자체 방송을 그만두었다.)
- 1962년 2월　나고야 방송국 주파수를 1490kc에서 1330kc(kHz와 동의)로 변경한다.
- 1965년 7월 4일　NRN에 정식으로 가맹한다.
- 1966년 6월 1일　닛폰 방송·긴키 방송(현재의 KBS 교토) 다음으로 일본에서 24시간 방송을 실시한다.
- 1971년 방송국 출력을 50kW로 증력.
- 1978년 11월 23일 이 날 실시된 주파수 변경에 따라 나고야 방송국 주파수가 1332kHz로 변경된다.
- 1992년 4월 4일 AM스테레오 방송 실시
- 1998년 4월 13일 공식 인터넷 홈페이지 개설
- 2011년 3월 25일 인터넷 라디오 서비스 radiko 실용화시험 실시.
- 2012년 5월 14일 AM스테레오 방송 종료
- 2015년 10월 1일 미쿠니야마 FM 보완중계국 개국

## 주파수
| 방송국·중계국            | 콜사인 | 주파수   | 출력  | 비고                        |
| ------------------------ | ------ | -------- | ----- | --------------------------- |
| 나고야 방송국            | JOSF   | 1332 kHz | 50 kW |                             |
| 미쿠니야마 FM 보완중계국 |        | 92.9 MHz | 7kW   |                             |
| 다카야마 중계국          |        | 1485 kHz | 100W  | 콜사인 JOSN이 있었지만 폐지 |
| 에나 중계국              |        | 801 kHz  | 100W  | 콜사인 JOOL이 있었지만 폐지 |
| 게로 중계국              |        | 1485 kHz | 100W  | 콜사인 JOTM이 있었지만 폐지 |
| 가미오카 중계국          |        | 1458 kHz | 100W  | 콜사인 JOSS가 있었지만 폐지 |
| 도요하시 중계국          |        | 864 kHz  | 100W  | 콜사인 JOSM이 있었지만 폐지 |
| 신시로 중계국            |        | 1332 kHz | 100W  |                             |
| 우에노 중계국            |        | 1557 kHz | 100W  | 콜사인 JOXO가 있었지만 폐지 |
| 오와세 중계국            |        | 1062 kHz | 100W  |                             |
| 구마노 중계국            |        | 1485 kHz | 100W  |                             |

## 보충서술
- 도카이TV 본사와 가까운 곳에 본사가 위치(본사 일부를 도카이 TV와 같이 사용)해 두 방송국을 같은 방송국으로 오해하는 사람들이 많다.
- 몇 년전부터 NTT 도코모 도카이와 합작해 헨드폰으로 음악 프로그램 인터뷰 등을 볼 수 있는 서비스를 실시하고 있다.
- 최근 도카이지역에 다시 대지진이 올 수 있다는 우려 때문에서인지 지진관련 캠페인을 활발하게 전개하고 있다.
- 자체 편성 제작 프로그램을 방송하느라 NRN 계열 방송국에서 방송하는 올나이트 니폰을 방송하지 못했고 지금은 분카 방송의 프로그램을 방송하기 때문에 주쿄광역권에서는 올나이트 니폰이 JRN 계열 방송국인 주부닛폰 방송에서 방송되고 있다.

## 아이치현에 있는 다른 방송국

### 텔레비전 방송국
- NHK 나고야 방송국(라디오 겸영)
- 도카이 TV(THK)(후지 TV계열)
- 주쿄 TV 방송(CTV)(니혼 TV 계열)
- 주부닛폰 방송(CBC)(TV는 도쿄 방송 계열, 라디오는 JRN 계열)
- 나고야 TV 방송(NBN)(TV 아사히 계열)
- TV 아이치(TVA)(TV 도쿄계열, 아이치현만 방송구역)

### 라디오 방송국
- FM아이치(JFN 계열, 아이치현만 방송구역)
- ZIP-FM(JAPAN FM LEAGUE 계열, 아이치현만 방송구역)
- Radio NEO(MegaNet 계열)